# Mario Villa (calciatore 1925)
Mario Villa (Milano, 9 marzo 1925 – ...) è stato un calciatore italiano, di ruolo centrocampista.

## Carriera
Nel 1946 viene messo in lista di trasferimento dal Seregno.
Dopo gli esordi in Serie C con il Magenta, nel 1950 passa al Cagliari, con cui vince il campionato di Serie C 1951-1952 raggiungendo la promozione in Serie B.
Con i sardi disputa in seguito cinque campionati cadetti collezionando 116 presenze e 3 reti in Serie B. Lasciati i rossoblu, passa alla Torres Sassari.

## Palmarès

### Club

#### Competizioni nazionali
- Serie C: 1

Cagliari: 1951-1952